# Saul en David
Saul en David is een schilderij van Rembrandt en/of zijn atelier in het Mauritshuis in Den Haag.

## Voorstelling
Het stelt Saul voor, koning van de Israëlieten, die zichtbaar ontroerd luistert naar het harpspel van David. De voorstelling is ontleend aan het Bijbelboek 1 Samuel 16:14-23 en 18:8-11, waarin koning Saul door de geest van God verlaten werd en God hem een kwade geest stuurde, die hem kwelde. Alleen het harpspel van David, die door Saul speciaal hiervoor in dienst werd genomen, zorgde ervoor dat de kwade geest Saul even met rust liet. Later trouwde David met een dochter van Saul en volgde hem op als koning van de Israëlieten in Juda.

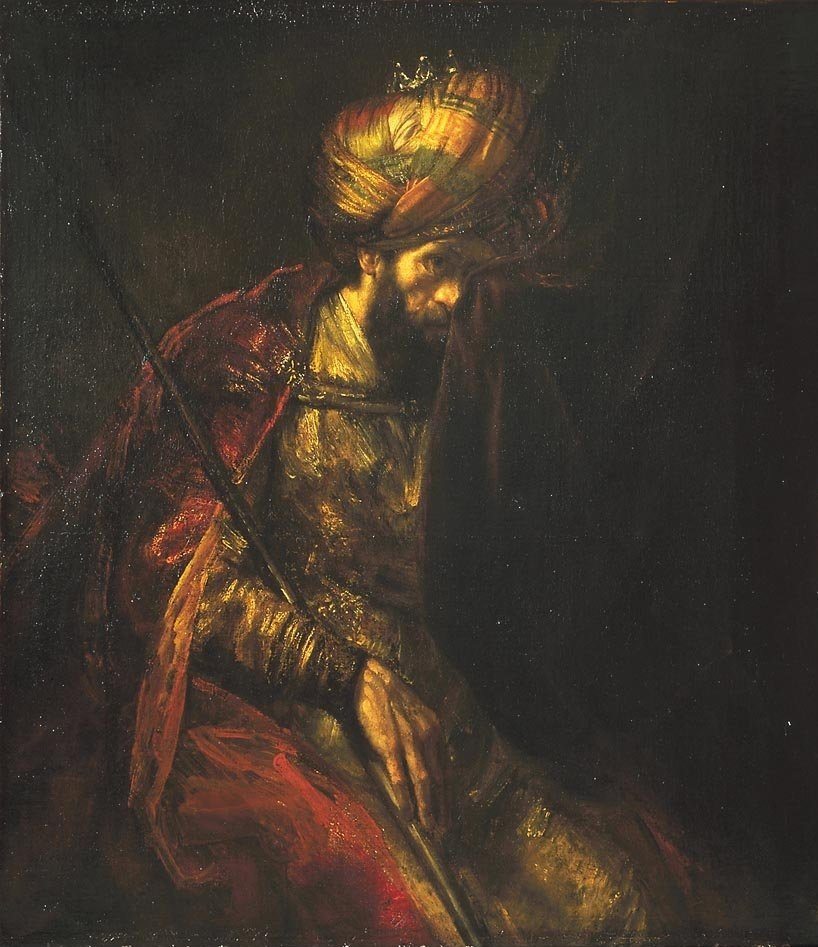
Detail

Het schilderij was oorspronkelijk groter. In de 19e eeuw werd het doek in twee ongelijke delen gesneden waarschijnlijk met de bedoeling het als twee verschillende schilderijen te verkopen. De delen zijn later weer samengevoegd. Het ontbrekende stuk rechtsboven werd opgevuld met een fragment van een oud portret.

## Toeschrijving en datering
Het werk is niet gesigneerd of gedateerd. In de kunsthistorische literatuur wordt het gezien als eigenhandig, tot Horst Gerson in 1969 de toeschrijving aan Rembrandt verwierp. Vanaf dat moment is er onder kunsthistorici verschil van mening over de mate waarin Rembrandt betrokken was bij de totstandkoming van het werk.
Kunsthistoricus Ben Broos opperde een toeschrijving aan Rembrandt-leerling Willem Drost. Deze toeschrijving werd door Jonathan Bikker verworpen. Henry Adams schreef het toe aan Rembrandt-leerling Karel van der Pluym. Ook die toeschrijving werd verworpen door Bikker. Het Mauritshuis meldt in 2018 dat na uitgebreid onderzoek is gebleken dat het schilderij echt van de hand van Rembrandt is.
Volgens Ary Bob de Vries kwam het werk tot stand omstreeks 1655 en omstreeks 1660-1665.

## Herkomst
Het werk is afkomstig uit de verzameling van Victor Louis Charles de Riquet (1762-1839), hertog van Caraman, wiens verzameling (of een deel daarvan) van 10-12 mei 1830 geveild werd bij veilinghuis Thomas Henry in Parijs (als ‘David jouant de la harpe devant Saül. [...] h.[auteur] 45 p.[ouces] ---l.[ongueur] 67 [pouces]’). Het bracht 250 frank op. Later was het in bezit van Didot de Saint-Marc, die het in 1835 naliet aan zijn weduwe, die hertrouwde met Abel Vautier in Caen. Tijdens de veiling van deze Mme. Vautier van 9-11 december 1863 in Parijs werd het voor 10.100 frank gekocht door een zekere Haro voor de Franse ingenieur Alphonse Oudry. Tijdens de boedelveiling van Oudry van 16-17 april 1869 werd het voor 120.000 frank verkocht aan kunsthandel Durand-Ruel in Parijs. Wat er toen met het werk gebeurde is niet duidelijk. Volgens sommige bronnen verkocht Durand-Ruel het in 1870 aan Arthur Stevens; volgens andere bronnen aan Alexis Joseph Febvre. Mogelijk werd het door Stevens terugverkocht aan Durand-Ruel, die het vervolgens doorverkocht aan Febvre.
Tegen het jaar 1876 bevond het werk zich in de verzameling van Albert von Oppenheim in Keulen, die het kocht van kunsthandel Saint Bourgeois in Keulen en Parijs. Na twijfels over de authenticiteit verkocht Von Oppenheim het weer terug aan Saint Bourgeois. Tegen het jaar 1890 was het in het bezit van Philippe George in Ay in het Franse departement Marne, die het in 1891 verkocht aan kunsthandel Durand-Ruel. Deze verkocht het in 1898 tijdens de Rembrandttentoonstelling in Amsterdam aan de Haagse verzamelaar Abraham Bredius. Deze liet het na zijn dood in 1946 na aan het Mauritshuis, waar het al vanaf 1898 te zien was als bruikleen.